# Disforie de gen
Disforia de gen este o afecțiune care îi cauzează unei persoane disconfort sau suferință pentru că există o diferență între sexul biologic al acesteia și identitatea de gen acesteia. Ea este uneori cunoscută și ca incongruență de gen. Oamenii ce suferă de disforie de gen sunt de obicei persoane transgen. Aceasta era numită tulburare de identitate sexuală până la adoptarea ICD-11 de către OMS în 2019. Afecțiunea a fost redenumită și mutată din secțiunea pentru Tulburări Mentale și de Comportament pentru a scăpa de stigma asociată termenului tulburare.
Nonconformitatea genului nu este același lucru cu disforia de gen. Conform Asociației Psihiatrice Americane (American Psychiatric Association), elementul critic al disforiei de gen este "suferința semnificativă din punct de vedere medical".
Studiile pe gemeni sugerează că disforia de gen are probabil cauze genetice pe lângă cele legate de mediu. Unele persoane transgen și unii cercetători încurajează declasificarea afecțiunii pentru că ei spun ca diagnosticul patologizează varianța în identitățile de gen și consolidează modelul binar al genului.
Tratamentul disforiei de gen poate implica sprijinirea persoanei în timpul schimbărilor în exprimarea genului. Terapia cu hormoni sau diverse operați pot fi folosite pentru a asista asemenea schimbări. Tratamentul mai poate include și consiliere sau psihoterapie.

## Semne și simptome
Suferința rezultată dintr-o incongruență între genul resimțit al unei persoane și sexul/genul atribuit (de obicei la naștere) este simptomul fundamental al disforiei de gen.
Disforia de gen la cei atribuiți masculi la naștere tinde să urmeze una din două traiectorii largi: cu început timpuriu și cu început târziu. Disforia de gen cu început timpuriu este vizibilă în comportamentul din copilărie. Uneori disforia de gen va întârzia la acest grup iar aceștia se vor identifica ca gay sau homosexuali pentru o perioadă, urmând apoi o reîntoarcere a disforiei de gen. Acest grup este de obicei atras sexual de membri ai sexului natal în perioada maturității. Disforia de gen cu început târziu nu include semne vizibile în copilăria timpurie, dar unii raportează că au avut dorința de a fi sexul opus în copilărie, pe care nu au comunicat-o celorlalți. Femeile transgen cu disforie de gen cu început târziu vor fi de obicei atrase sexual de femei și se vor identifica ca lesbiene. Este obișnuit pentru persoanele atribuite ca masculi la naștere care au disforie de gen cu început târziu să încerce travestismul și să resimtă excitație sexuală din experiență. La persoanele atribuite femele la naștere, disforia de gen cu început timpuriu este traseul cel mai comun. Acest grup este de obicei atras sexual de femei. Bărbații transgen cu disforie de gen cu început târziu vor fi de obicei atrași de bărbați și se vor identifica ca gay.
Simptomele disforiei de gen la copii includ preferințe pentru jucării, jocuri sau activități asociate cu sexul opus; o mare neplăcere în legătură cu propriile organe genitale; și o preferință puternică pentru tovarăși de joacă de sexul opus. Unii copii pot de asemenea să resimtă izolare socială de la colegii lor, anxietate, singurătate, și depresie. Conform Asociației Psihologice Americane (American Psychological Association), copiii transgen au o probabilitate mai mare de a suferi hărțuiri și violență la școală, în plasament, în centrele rezidențiale de tratament, în centrele pentru persoanele fără adăpost și în programele de justiție juvenilă decât ceilalți copii. În plus, unii psihologi pediatri continuă să folosească un limbaj care nu respectă identitatea de gen a pacientului și tehnici și limbaj patologizant cu copiii transgen, contrar politicii APA.
La adolescenți și adulți, simptomele includ dorința de a fi și de a fi tratat ca celălalt gen. Adulții cu disforie de gen au un risc mărit de a suferi de stres, izolare, anxietate, depresie, stimă de sine redusă, și suicid. Studiile indică că persoanele transgen au o rată extrem de mare a încercărilor de sinucidere; un studiu a 6,450 de persoane transgen din Statele Unite a găsit că 41% au încercat să se sinucidă, în contrast cu media națională de 1.6%. S-a mai găsit, de asemenea, că încercările de sinucidere au fost mai puțin comune la persoanele transgen care au spus că legăturile lor familiale au rămas puternice după ce și-au făcut publică identitatea, dar chiar și persoanele transgen cu un risc comparativ mic aveau totuși o probabilitate mult mai mare de a fi încercat să se sinucidă decât populația generală. Persoanele transgen au de asemenea un risc ridicat de a suferi de tulburări de alimentație și de abuz de substanțe narcotice.

## Cauze
Un studiu pe gemeni (bazat pe șapte oameni dintr-un eșantion de 314) a sugerează că incongruența de gen poate fi 62% moștenibilă, indicând posibilitatea unei influențe genetice ca origine, în aceste cazuri.

## Diagnostic
Asociația Psihiatrică Americană permite diagnosticul de disforie de gen la adolescenți sau adulți dacă doua sau mai multe dintre următoarele criterii sunt resimțite pentru cel puțin șase luni:
- O dorință puternică de a avea un gen diferit de cel atribuit
- O dorință puternică de a fi tratat ca un gen diferit de cel atribuit
- O nepotrivire semnificativă între genul resimțit sau exprimat al persoanei și caracteristicile sexuale ale persoanei
- O dorință puternică de a avea caracteristicile sexuale ale unui alt gen decât cel atribuit
- O dorință puternică de a scăpa de caracteristicile sexuale proprii din cauza nepotrivirii lor cu genul resimțit sau exprimat al persoanei
- O convingere puternică că persoana are reacțiile și sentimentele tipice unui gen diferit de cel atribuit

În plus, afecțiunea trebuie să fie asociată cu o suferință sau deficiență de funcționare semnificativă din punct de vedere medical.
Clasificarea statistică internațională a bolilor și a problemelor de sănătate înrudite (ICD-10) enumeră mai multe afecțiuni legate de identitatea de gen:
- Transsexualism (F64.0): Dorința de a trăi și de a fi acceptat ca un membru al sexului opus, de obicei acompaniată de dorința efectuării unor operații și tratamente hormonale
- Tulburare de identitate sexuală a copilăriei (F64.2): Suferință intensă și persistentă legat de genul atribuit, manifestată înainte de pubertate
- Alte tulburări de identitate sexuală (F64.8)
- Tulburări de identitate sexuală, nespecificate (F64.9)
- Tulburare de maturitate sexuală (F66.0): Nesiguranță legată de identitatea de gen sau orientarea sexuală, cauzând anxietate sau suferință

ICD-11, care va intra în vigoare pe 1 ianuarie 2022, revizuiește semnificativ clasificarea afecțiunilor legate de identitatea de gen. Sub "afecțiuni legate de sănătatea sexuală", ICD-11 are "incongruența de gen", care este separată în trei afecțiuni:
- Incongruență de gen a adolescenței sau maturității (HA60): înlocuiește F64.0
- Incongruență de gen a copilăriei (HA61): înlocuiește F64.2
- Incongruență de gen, nespecificată (HA6Z): înlocuiește F64.9

În plus, tulburarea de maturitate sexuală a fost eliminată, împreună cu travestismul bivalent. ICD-11 definește incongruența de gen ca "o incongruență marcată și persistentă între genul resimțit al unui individ și sexul atribuit al acestuia", fiind similară cu definiția din DSM-5, dar fără a necesita suferință sau deficiență în funcționare semnificativă.

## Managementul afecțiunii
Tratamentul unei persoane diagnosticate cu disforie de gen poate include psihoterapie sau susținerea genului preferat al individului prin terapia cu hormoni, exprimarea genului sau a rolului de gen, sau operații. Aceasta poate include consiliere psihologică, rezultând în schimbări în stilul de viață, sau schimbări fizice, rezultând din intervenții medicale cum ar fi tratamentul hormonal, operații asupra organelor genitale, electroliza sau epilarea cu laser, operații asupra pieptului/sânilor, sau alte operații reconstructive. Scopul tratamentului poate fi pur și simplu de a reduce problemele ce rezultă din statutul transgen al persoanei, de exemplu, consilierea pacientului pentru a reduce sentimentul de vinovăție asociat cu travestismul, sau consilierea persoanei iubite pentru a o ajuta să se adapteze la situația pacientului.
Pentru a ajuta medicii, au fost elaborate niște ghiduri. Standardele de Îngrijire ale Asociației Mondiale Profesionale pentru Sănătatea Persoanelor Transgen (World Professional Association for Transgender Health - WPATH) sunt folosite de anumiți doctori ca un ghid pentru tratament. Alții folosesc instrucțiunile descrise în cartea Transgender Care, scrisă de Gianna Israel și Donald Tarver. Ghidurile de tratament utilizează de obicei un model de "reducere a răului".

### Copii prepubescenți
Întrebarea că dacă e mai bine să consiliezi copii tineri să fie fericiți cu sexul lor atribuit, sau dacă să-i încurajezi să continue să arate comportamente care nu se potrivesc sexului atribuit—sau dacă să fie desfășurată o tranziție transgen—este controversată.  Studii ale copiilor cu disforie de gen arată în mod consistent că majoritatea încetează să se mai simtă a fi transgen în timpul pubertății și se identifică în schimb ca persoane gay sau lesbiene. Alți medici de asemenea raportează că o proporție semnificativă a copiilor tineri diagnosticați cu disforie de gen mai târziu nu mai arată nicio disforie.
Profesioniști care tratează disforia de gen la copii au început să facă trimiteri medicale pentru și să prescrie ei înșiși hormoni, cunoscuți ca blocanți ai pubertății, pentru a întârzia începutul pubertății până când se crede că copilul este destul de matur încât să facă o decizie informată despre dacă va fi în folosul său să urmeze parcursul unei reatribuiri hormonale a genului, conducând eventual la reatribuirea chirurgicală a genului.

### Tratamente psihologice
Până în anii 1970, psihoterapia era tratamentul primar pentru disforia de gen și de obicei era direcționat înspre a ajuta persoana să se ajusteze la genul căruia îi aparțin caracteristicile fizice prezente la naștere. Psihoterapia este orice interacțiune terapeutică care are ca scop tratamentul unei probleme psihologice. Deși unii practicanți încă folosesc numai psihoterapia pentru a trata disforia de gen, acum acesta poate fi folosită împreună cu anumite intervenții biologice. Tratamentul psihoterapeutic al disforiei de gen implică ajutarea pacientului la a se adapta. Încercările de a ușura disforia de gen prin schimbarea identității de gen a pacientului pentru a o face să reflecte caracteristicile sexuale da le naștere au fost lipsite de efect.:1741

### Tratamente biologice
Tratamentele biologice alterează caracteristicile sexuale primare și secundare pentru a reduce discrepanța dintre corpul peroanei și identitatea sa de gen. Tratamentele biologice pentru disforia de gen fără nicio formă de psihoterapie sunt destul de rare. Cercetătorii au găsit că dacă indivizii trec peste psihoterapie în tratamentul lor pentru disforia de gen, adeseori se simt pierduți și confuzi când tratamentele lor biologice sunt terminate.
Psihoterapia, terapia de înlocuire a hormonilor, și operațiile de reatribuire a sexului luate împreună pot fi eficace în tratamentul disforiei de gen când stadardele de îngrijire WPATH sunt urmate.:1570 Nivelul per total de satisfacție cu tratamentele psihologice și biologice e foarte mare.
În aprilie 2011, Serviciul Național pentru Etică în Cercetare din Marea Britanie (UK National Research Ethics Service) a aprobat prescripția lunară a unei injecții de medicamente care blochează pubertatea pentru tineri de la 12 ani în sus, pentru a le face posibil să se maturizeze înainte de a lua o decizie despre dacă să întreprindă o reatribuire a sexului. Tavistock and Portman NHS Foundation Trust (T&P) din nordul Londrei a tratat asemenea copii. Directorul clinicii, Dr. Polly Carmichael a spus, "Cu siguranță, dintre copiii cu vârste între 12 și 14 ani, există un număr care sunt dornici să ia parte. Știu că ce a fost foarte greu pentru familiile lor a fost să știe că există un tratament, numai că nu e disponibil aici." Clinica a primit 127 de trimiteri pentru disforie de gen în 2010.

## Societate și Cultură

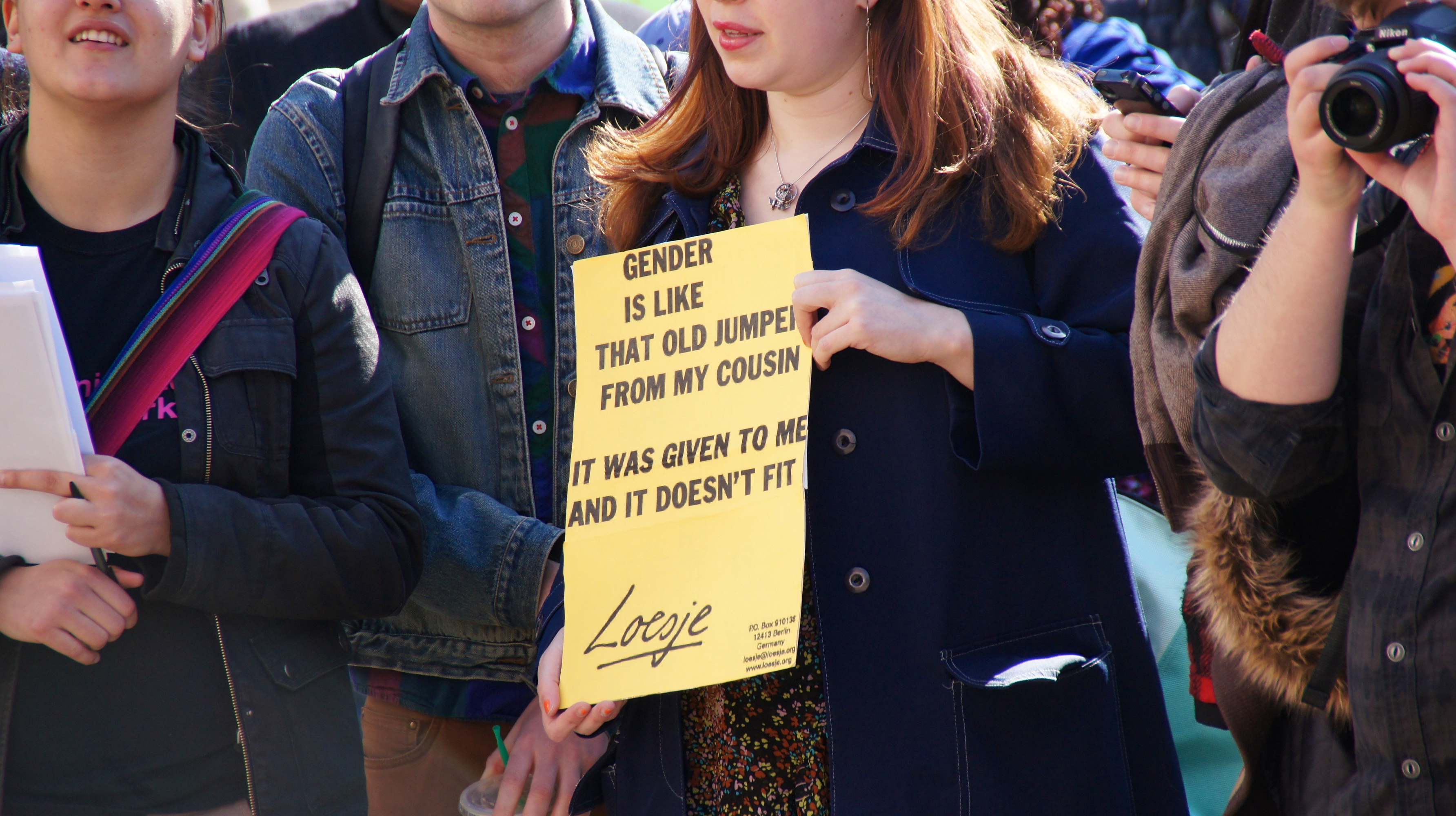
Un semn la o demonstrație pentru drepturile persoanelor transgen: "Genul este ca puloverul ăla vechi al verișorului meu: Mi-a fost dat și nu mi se potrivește."

Cercetătorii nu au ajuns la un consens asupra naturii suferinței și deficienței de funcționare ale persoanelor cu disforie de gen. Unii autori au sugerat că persoanele cu disforie de gen suferă pentru că sunt stigmatizate și victimizate; și că, dacă societatea ar avea diviziuni mai puțin stricte între genuri, persoanele transgen ar suferi mai puțin.
Există niște controversă în jurul creării diagnosticului de disforie de gen, cu Davy și colaboratorii săi afirmând că deși creatorii diagnosticului declară că acesta re o bază științifică riguroasă, "este imposibil să investighezi asemenea declarații, deoarece discuțiile, procesele metodologice și studiile în teren promise ale diagnosticului nu au fost încă publicate."

### Genul ca un construct social
Caracteristicile sociale ale genurilor sunt create și întărite de așteptările culturii în care individul se dezvoltă și sunt deci doar parțial legate de sexul biologic. De exemplu, asocierea anumitor culori cu "fetițele" sau cu "băiețeii" începe foarte devreme în culturile din vestul Europei și în cele originare din această regiune. Alte așteptări au legătură cu comportamentele și exprimările emoționale care sunt considerate ca fiind acceptabile.
Unele culturi au trei genuri definite: bărbat, femeie și bărbat efeminat. De exemplu, în Samoa, fa'afafine, un grup de masculi feminini, sunt complet acceptați din punct de vedere social. Grupul fa'afafine nu suferă de stigma sau suferința asociată de obicei în majoritatea culturilor cu devierea de la un rol de gen exclusiv masculin ori feminin. Acest fapt sugerează că suferința așa de des asociată cu incongruența de gen în contextul vestic nu este cauzată de afecțiune în sine, ci de dificultățile întâlnite din cauza dezaprobării sociale din partea culturii persoanei. Totuși, cercetările au găsit că anxietatea asociată cu disforia de gen persistă și în culturile care sunt mai receptive față de nonconformitatea genului, fie ele estice sau nu.
În Australia, o Înaltă Curte a decis în mod anonim în 2014 în favoarea reclamantului(ei) numit(ă) Norrie, care a cerut să fie clasificat(ă) într-o a treia categorie de gen, 'non-specific', după o lungă luptă în instanță cu Notariatul Nașterilor, Morților și Cununiilor din New South Wales. Totuși, Curtea nu a acceptat că genul e un construct social: aceasta a găsit că "operația [de reatribuire a genului] nu i-a rezolvat ambiguitatea sexuală".:para 11

## Epidemiologie
Disforia de gen are loc la una din 30,000 de nașteri atribuite masculi și la una din 100,000 de nașteri atribuite femele. Proporțiile estimate ale celor cu o identitate transgen variază de la o limita inferioară de 1:2000 (sau aproximativ 0.05%) în Țările de Jos (Olanda) și Belgia la 0.5% dintre adulții din Massachusetts. În cadrul unui studiu național al elevilor de liceu din Noua Zeelandă, 8,500 de studenți ai învățământului secundar aleși la întâmplare din 91 de licee alese aleatoriu a găsit că 1.2% dintre studenți au răspuns "da" la întrebarea "Crezi că ești o persoană transgen?". Aceste numere se bazează pe cei care se identifică ca transgen. Se estimează că aproximativ de la 0.005% la 0.014% dintre persoanele atribuite mascul la naștere și de la 0.002% la 0.003% dintre persoanele atribuite femele la naștere ar fi diagnosticate cu disforie de gen, pe baza criteriilor de diagnostic din 2013, deși acesta este considerat a fi o mică subestimare. Cercetările indică că persoanele care tranziționează în perioada maturității au o șansă se trei ori mai mare să fi fost atribuite masculi la naștere, și că la persoanele care tranziționează în copilărie proporția sexelor este de aproape 1:1.